# 400 Days
400 Days é um filme independente de ficção científica psicológica produzido nos Estados Unidos, dirigido por Matt Osterman e lançado em 2015. Foi protagonizado por Brandon Routh, Caity Lotz, Ben Feldman e Dane Cook.